# Homoncocnemis
Homoncocnemis từng là một chi bướm đêm thuộc họ Noctuidae, hiện tại được coi là đồng nghĩa của Sympistis.

## Former species
- Homoncocnemis fortis (Grote, 1880)